# Gliese 742
GJ 742 è una nana bianca situata nella costellazione del Dragone.
Sebbene sia stata fotografata nel XIX secolo durante il progetto Carte du Ciel, la sua natura di nana bianca è stata riconosciuta solamente nel 1934 da Gerard Peter Kuiper; è la sesta nana bianca scoperta.
Inizialmente il suo spettro appariva quasi del tutto privo di caratteristiche peculiari, ma successive osservazioni mostrarono delle bande di assorbimento insolitamente separate., p. 28;   Nel 1970, quando si osservò che la luce emessa dalla stella risultava circolarmente polarizzata, GJ 742 divenne la prima nana bianca conosciuta a possedere un campo magnetico. Negli anni ottanta si comprese che le particolari linee spettrali erano in realtà delle normali linee dell'idrogeno separate a causa dell'effetto Zeeman.